# Robert Bunsen
Robert Wilhelm Bunsen (Gotinga, Reino de Westfalia, Confederación del Rin, 30 de marzo de 1811-Heidelberg, Gran Ducado de Baden, Imperio alemán, 16 de agosto de 1899), conocido como Robert Bunsen, fue un químico alemán. Investigó la interacción entre la materia y la energía radiada. Descubrió el cesio (1860) y el rubidio (1861), conjuntamente con Gustav Kirchhoff, por métodos espectroscópicos, aunque el cesio metálico libre solo pudo aislarlo Carl Setterberg veinte años después. Bunsen desarrolló varios métodos de análisis de gases, fue pionero de la fotoquímica y uno de los primeros en trabajar en el campo de la química organoarsénica (compuestos que contienen un enlace químico entre el arsénico y el carbono).[cita requerida]
Según la Enciclopedia Británica, introdujo en 1855 el famoso mechero Bunsen, que sigue usándose en los laboratorios actuales, pero su diseño no fue desarrollado por él, sino por Peter Desdega, probablemente basándose en un diseño anterior de Michael Faraday. El mechero Bunsen es una mejora en los quemadores de laboratorio que estaban entonces en uso (quemador de Michael Faraday). El Premio Bunsen-Kirchhoff para la espectroscopia se creó en honor de los dos científicos.[cita requerida]

## Biografía y vida profesional

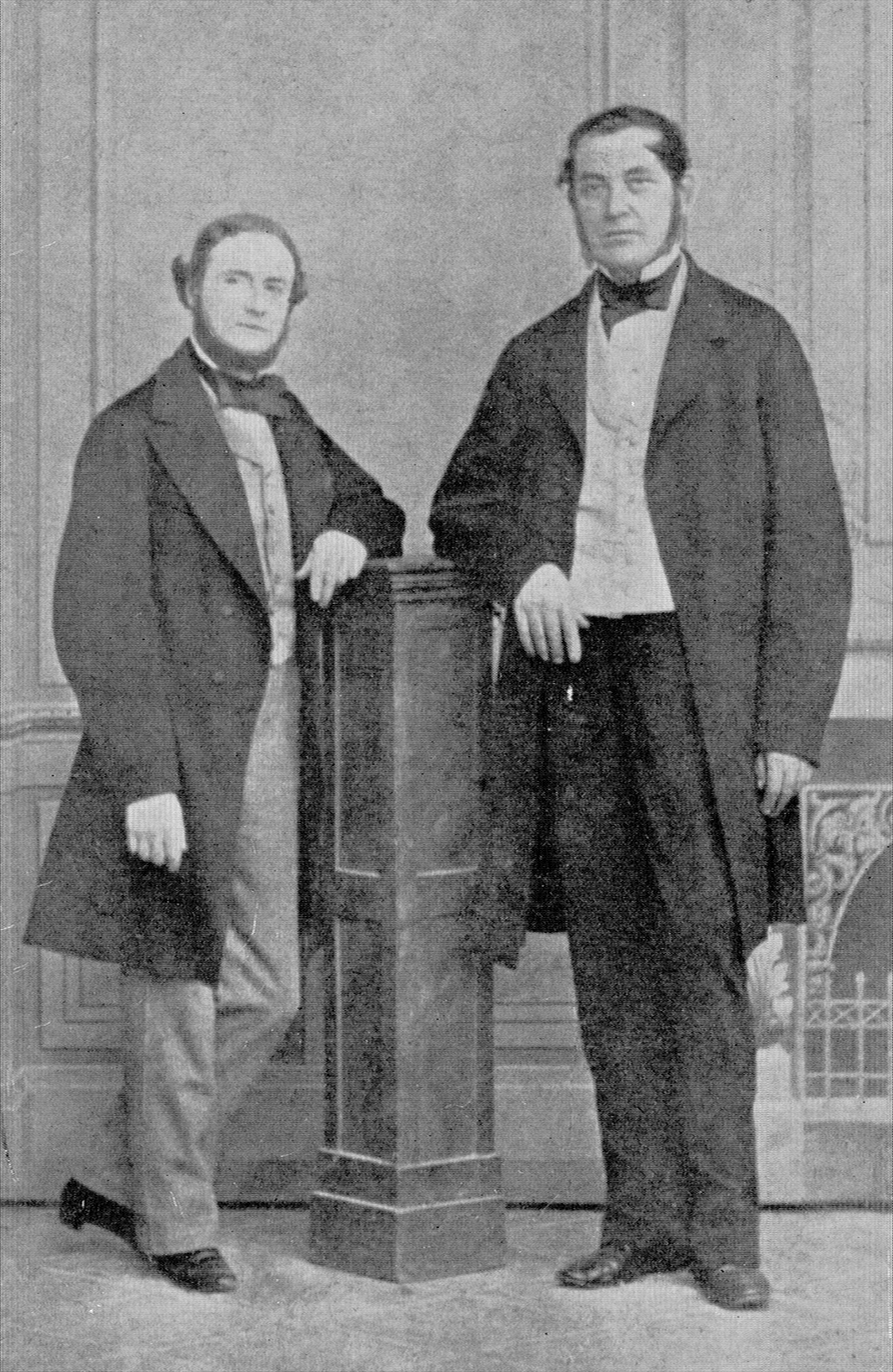
Gustav Kirchhoff (izquierda) y Robert Bunsen (derecha)

Robert Wilhelm Bunsen nació en Gotinga. Fue el menor de los cuatro hijos del bibliotecario jefe de la Universidad de Gotinga y profesor de Filología Moderna, Christian Bunsen (1770-1837). Es ahí, en Gotinga, donde estudia y obtiene el doctorado en Química.
A partir de 1830, viaja mucho entre París, Viena y numerosas universidades alemanas, estableciendo contacto con los más grandes químicos de su tiempo, tales como Friedlieb Ferdinand Runge, Justus von Liebig y Alexander Mitscherlich.
En 1834, obtiene un puesto de profesor en Gotinga, donde estudia las sales metálicas, lo que le da la ocasión de su primer descubrimiento: el óxido de hierro hidratado, el cual resulta ser un antídoto aún utilizado contra el envenenamiento por arsénico.
En 1836, sucede a Friedrich Wöhler como profesor de Química en la Escuela Politécnica de Kassel, pero deja el puesto dos años más tarde para ir a trabajar en la Universidad de Marburgo (entre Fráncfort y Kassel). Ahí estudia en profundidad los derivados del cacodil [(CH3)2-As-As-(CH3)2], compuestos organometálicos inflamables de olor desagradable, semejante al del ajo, y venenosos. Uno de sus experimentos termina con una fuerte explosión que le ocasiona la pérdida de un ojo.
Bunsen se interesa por los altos hornos y procura optimizar su rendimiento por reciclaje de los gases y valorización de subproductos.
En 1841, perfecciona la pila de Grove de William Robert Grove, reemplazando el electrodo de platino por un electrodo de carbono. Esta pila, que lleva su nombre, será perfeccionada de nuevo por Georges Leclanché (pila Leclanché).
En 1852, después de una estancia breve en Breslavia, sucede a Leopold Gmelin en la cátedra de Química de la Universidad de Heidelberg, cargo que ocupará el resto de su vida. Ahí, se concentra en el mejoramiento de las pilas, lo que le permite preparar por electrólisis varios metales: aluminio, bario, calcio, cromo, litio, magnesio, manganeso y sodio.
Inventa y pone a punto un calorímetro de hielo con el cual puede determinar el calor específico de estos metales y por ende su masa atómica.
En el momento de la erupción del Monte Hekla, efectúa un viaje a Islandia financiado por el Gobierno danés del que dependía Islandia en la época. Realiza un análisis del funcionamiento de los géiseres y fabrica un modelo en su laboratorio con el fin de convencer a sus contemporáneos, que creían que su agua venía del centro de la Tierra.

## Personalidad

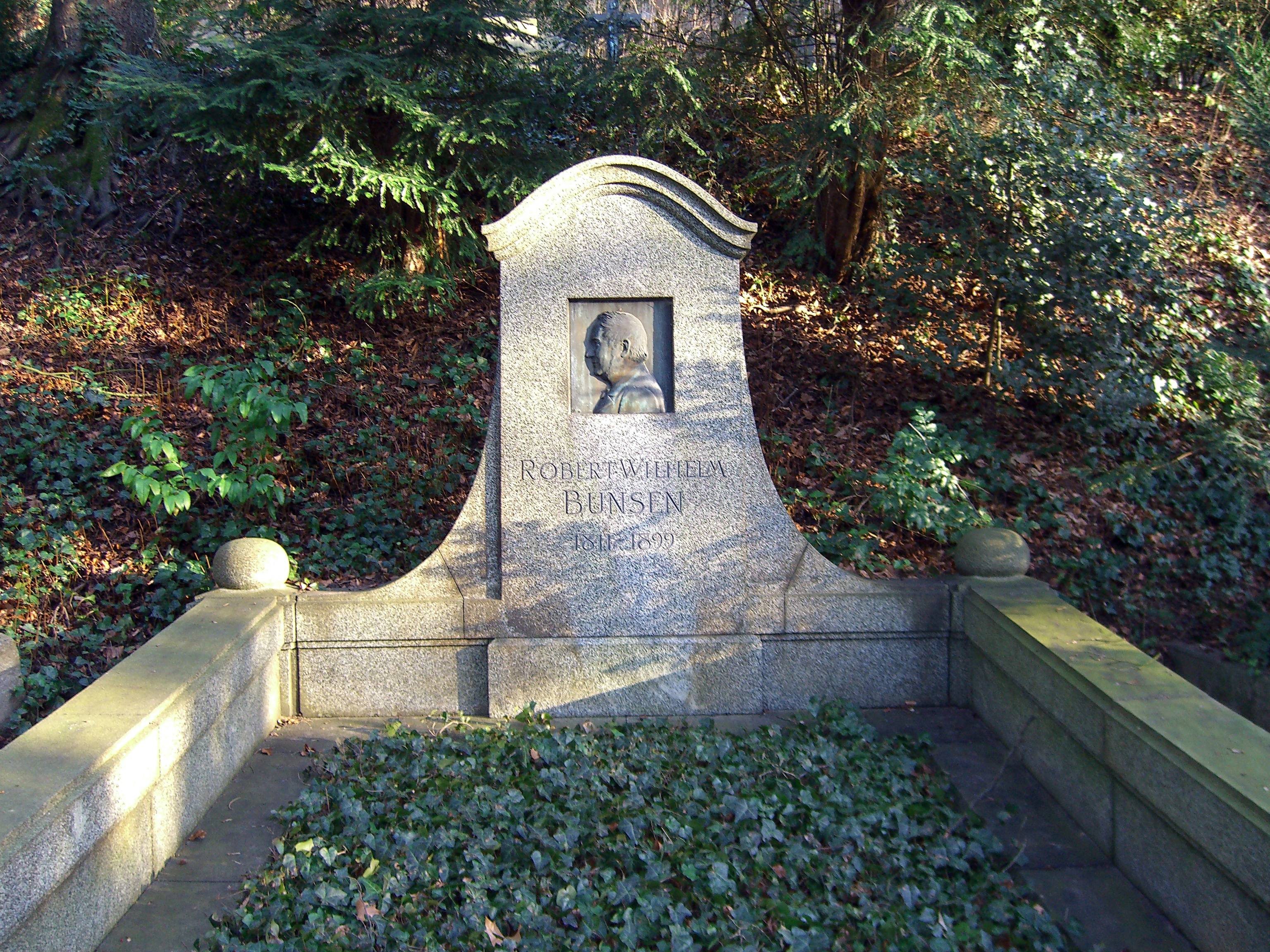
Tumba de Bunsen en el cementerio de Heidelberg

Bunsen fue uno de los científicos más admirados de su generación. Era un maestro de maestros, dedicado a sus estudiantes, y ellos se dedicaron también a él. En un momento de debates científicos enérgicos y a menudo cáusticos, Bunsen siempre se comportó como un perfecto caballero, manteniendo la distancia respecto a disputas teóricas. Prefería trabajar tranquilamente en su laboratorio, sin dejar de enriquecer su ciencia con descubrimientos útiles. Como cuestión de principio, nunca registró una patente de sus múltiples instrumentos. Nunca se casó.
A pesar de su falta de pretensiones, Bunsen fue un "carácter químico", tenía un desarrollado sentido del humor y es el protagonista de numerosas anécdotas divertidas.

## Trabajos en espectroscopia
A partir de 1860, trabaja en la espectroscopia con Gustav Kirchhoff, que introdujo la utilización del prisma para mostrar el espectro, y participa en la puesta a punto de lo que llamamos hoy mechero Bunsen, como una mejora del quemador desarrollado por Michael Faraday. Identifican así el cesio y el rubidio. Tras numerosos intentos, no consigue aislar el cesio, el cual sería obtenido por electrólisis de sales fundidas por Carl Setterberg, en 1862. Su paso por la espectroscopia abre el camino al descubrimiento de otros cinco elementos: el talio, el indio, el galio, el escandio y el germanio. Por fin, el helio es descubierto en el espectro del Sol por Jules Janssen y Joseph Norman Lockyer en 1868.
Se retira en 1889 y muere diez años más tarde en Heidelberg.

## Principales reconocimientos
- 1860: Medalla Copley.
- 1877: Medalla Davy.
- El cráter lunar Bunsen lleva este nombre en su honor.[9]
- El asteroide (10361) Bunsen también conmemora su nombre.[10]